# Lietuvos Energija
Lietuvos Energija est une entreprise énergétique contrôlée par l'État lituanien et basée à Vilnius en Lituanie. Elle possède les principales activités de distributions et de production électrique de Lituanie via Lithuanian Electricity Distribution Network Operator (LESTO) mais également le réseau de distribution de gaz via Lietuvos Dujos. Elle possède notamment le barrage de Kaunas et la centrale de pompage-turbinage de Kruonis.